# Neundorf (Schalkau)
Neundorf ist ein Ortsteil von Schalkau im Landkreis Sonneberg in Thüringen.

## Geographie
Neundorf liegt etwa fünf Kilometer nördlich von Schalkau und einen Kilometer östlich Mausendorf
am Südrand des Bleßberges (866,9 m ü. NN), dicht an der Grenze zum  Landkreis Hildburghausen. Durch den Ort führt die Kreisstraße 11 nach Theuern. Die zum Teil steilen Hanglagen beruhen auf dem geologischen Schichtaufbau: die südwestlich und nordöstlich der Ortslage untersuchten Gesteinslagen entstammen dem Oberen Muschelkalk und streichen obertägig aus. Unmittelbar südlich der Ortslage fällt der durch die Ortslage fließende Bach – ein Zufluss des Truckenthaler Wasser in den Neundorfer Grund. Die besonders im oberen Teil enge und steile Schlucht besitzt eine Ausdehnung von etwa zwei Kilometer Länge und reicht bis an den Ortsrand von Truckenthal. Östlich der Ortslage von Neundorf ragt der Herrenberg (673,1 m ü. NN) als spornartiger Ausläufer des Bleßberges auf.
In einer Forstbeschreibung des Jahres 1555 wurden im Wald des Bleßberges überwiegend Fichten und Tannen in Mischbeständen erwähnt. Dieses Waldgebiet hatte natürlich gewachsene Bestände mit einem gut durchmischten Anteil von Jung- und Altholz. In der Nacht vom 13. zum 14. Juni 1946 streifte ein Orkan in Südthüringen die Hochlagen des Thüringer Waldes im Raum
Oberhof und Suhl. Der verheerend auftretende Sturm war nach Nordosten abgezogen und hatte dabei noch den Bleßberg gestreift, wobei 12 Hektar Wald durch Windwurf vernichtet wurden.

## Geschichte
Im Hennebergischen Lehensverzeichnis wurde der zum Bezirk der Schalkauer Burg Schaumberg gehörende Ort erstmals 1317 als „Nüwendorf“ erwähnt. Der zunächst nur aus einem Gehöft bestehende Ort war ein Lehen der Schaumberger. Vermutlich erst am Ende des Dreißigjährigen Krieges, in dessen Verlauf auch Schalkau und die Burg eingenommen wurden, erhielt der Ort Neundorf Zuzug von weiteren Siedlern, die als Hintersassen nur beschränkte Rechte und Möglichkeiten erhielten. Die landwirtschaftlichen Erträge waren unzureichend, daher begannen im 18. Jahrhundert erste Einwohner durch die Übernahme von Hausgewerbe neue Erwerbsmöglichkeiten zu besitzen. Ab 1830 entwickelte sich im nahen Schalkau und zuvor bereits in Sonneberg die Spielwarenfabrikation. Die Anfertigung von Holzspielzeug und Spanschachteln wurde nun zur Haupterwerbsquelle der Einwohner von Neundorf. Die benötigten Hölzer lieferte der Bleßberg, Farben und Werkzeuge wurden vom Verleger bereitgestellt, der auch den Transport und Handel übernahm und die Preise bestimmte.
Die Bewohner von Neundorf waren nach Stelzen eingepfarrt und eingeschult. Im Jahr 1910 hatte der Ort noch 53 Einwohner, 1939 gab es 52 Einwohner und im Jahr 2012 lebten noch 27 Einwohner in Neundorf.
Bei der DDR-Gebietsreform wurde der Ort am 1. Juli 1950 nach Mausendorf eingemeindet. Am 1. Juni 1992 wurde Mausendorf nach Schalkau eingemeindet.
Im Jahre 1954 errichtete die Nationale Volksarmee (NVA) in Truckenthal das Pionierzeltlager „Junge Garde“ für die Kinder ihrer Betriebsangehörigen. Es wurde 1958 vom VEB Kunstfaserwerk „Wilhelm Pieck“ in Rudolstadt-Schwarza weiter betrieben.

## Sehenswürdigkeiten
- Der Ort ist über Wanderwege mit dem Gipfel des Bleßberges und der Stadt Schalkau verbunden.

## Dialekt
In Neundorf wird Itzgründisch, ein mainfränkischer Dialekt, gesprochen.